# Niccolò Franco
Pour les articles homonymes, voir Franco (homonymie).
Niccolò Franco, né le 13 septembre 1515 à Bénévent et mort le 11 mars 1570 à Rome, est un poète et écrivain italien.

## Biographie
Célèbre pour ses écrits satyriques, il se fait de nombreux ennemis parmi les auteurs contemporains et doit se réfugier successivement à Venise, Turin, Mantoue et Rome.
On lui doit, entre autres, une traduction en vers italiens de L'Iliade d'Homère.

## Œuvres
- Il Tempo d'amore, Venise, 1536
- Pistule vulgari, 1538
- Il Patrarchista, Venise, 1539
- Dialoghi piacevolissimi, 1539
- Rime contro Pietro Aretino, 1545
- Priapea, 1546
- Il Duello, 1546
- Philena, vers 1546